# Agriades tiroliensis
Agriades tiroliensis är en fjärilsart som beskrevs av Heydemann 1910. Agriades tiroliensis ingår i släktet Agriades och familjen juvelvingar. Inga underarter finns listade i Catalogue of Life.